# Гусев, Юрий Павлович (литературовед)
Ю́рий Па́влович Гу́сев (род. 28 января 1939, село Ножовка, Пермская область) — советский и российский литературовед, переводчик поэзии и прозы с венгерского языка. доктор филологических наук, член гильдии Мастера литературного перевода.

## Биография
Окончил филологический факультет МГУ (1961) и аспирантуру ИМЛИ (1968). В 1969 году защитил в ИМЛИ кандидатскую диссертацию «Творческий путь Лайоша Кашшака», в 1988 там же — докторскую диссертацию «Художественный конфликт в литературе социалистической Венгрии». Автор многих работ по истории венгерской литературы. В 1969—1994 годах работал в ИМЛИ РАН. С 1994 года — ведущий научный сотрудник Института славяноведения РАН.

## Переводы
Переводил произведения Эндре Ади, Михая Бабича, Адама Бодора, Тибора Дери, Фридьёша Каринти, Лайоша Кашшака, Имре Кертеса, Дьёрдя Конрада, Дёжё Костолани, Шандора Мараи, Миклоша Месея, Лайоша Мештерхази, Жигмонда Морица, Петера Надаша, Ласло Немета, М.Сабо и др., эссеистику Лукача. Подготовил в серии Литературные памятники издание стихотворений Балинта Балашши и Трагедии человека Имре Мадача.

## Признание
Удостоен ряда наград Венгрии (см.: ), включая премию Милана Фюшта (2011). Премия Инолит (2011).